# Renate Geißler

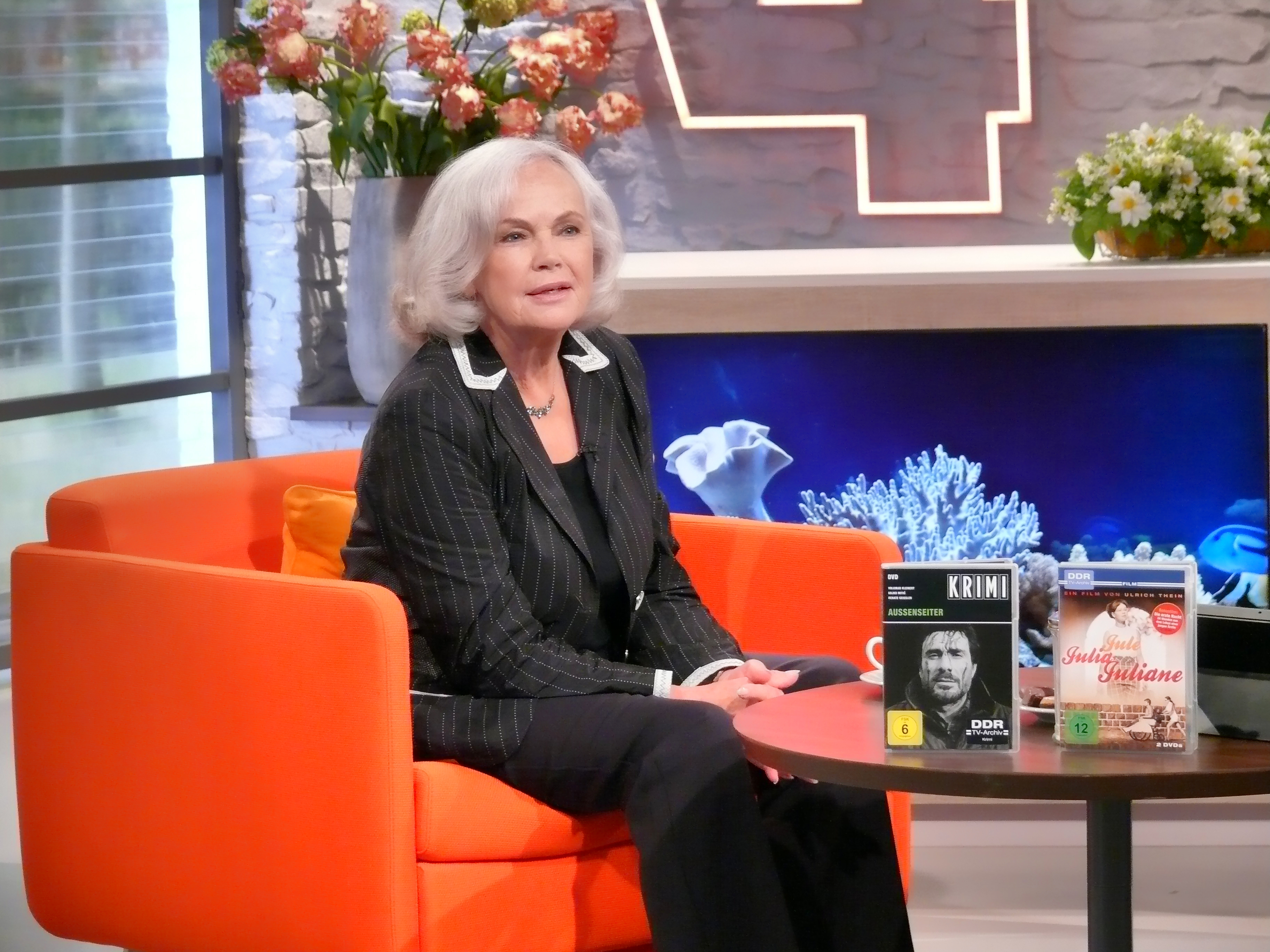
Schauspielerin Renate Geißler im TV-Studio vom MDR in Leipzig

Renate Geißler (* 23. März 1940 in Altenburg) ist eine deutsche Schauspielerin, die in über 180 Film- und Fernsehproduktionen mitwirkte.

## Leben
Die gebürtige Altenburgerin ist in Wiesa bei ihrer Großmutter Milda Geißler aufgewachsen. Später kam sie zu einer Pflegefamilie in Annaberg im Erzgebirge. Dort lernte Geißler Stenotypistin, arbeitete als Sekretärin in der Dramaturgie des Winterstein-Theaters.
Geißler absolvierte ihr Schauspielstudium an der Leipziger Theaterhochschule, nahm anschließend Engagements am Städtischen Theater Leipzig und am Sächsischen Landestheater in Radebeul wahr. Weitere Spielstätten schlossen sich an. 1970 wechselte sie zum Schauspielensemble des Deutschen Fernsehfunks (DFF) und spielte vornehmlich in eigenwilligen Rollen. Den Durchbruch schaffte sie 1972 als Krankenschwester im Fernseh-Dreiteiler Jule – Julia – Juliane, Stationen einer jungen Frau, den ihr damaliger Ehemann Ulrich Thein eigens für sie schrieb. In gekürzter Version wurde der Film auch in den Kinos ausgewertet (Kinotitel DDR: Juliane).
Als Charakterdarstellerin wirkte sie zudem in vier DEFA-Kinofilmen mit, dennoch arbeitete sie vornehmlich für das Fernsehen der DDR und spielte während ihrer langjährigen Karriere in über 180 Film- und Fernsehproduktionen mit.
Anfang der 1990er Jahre wandte Geißler sich verstärkt dem Theater zu, spielte in Dresden, Berlin, Stuttgart und war mit Programm in Deutschland auf Tournee.  Zusätzlich übernahm sie aber auch diverse Fernsehrollen in allen großen TV-Sendern, so unter anderem auch in den Serien Liebling Kreuzberg, Unser Lehrer Doktor Specht, Die Rote Meile, Die Feuerengel und aktuell in Block B – Unter Arrest.
Bis heute ist sie vor allem mit ihrer Kollegin und Liedermacherin Angelika Neutschel mit musikalisch-literarischen Programmen deutschlandweit zu erleben.
Renate Geißler lebt in Berlin.

## Filmografie (Auswahl)
- 1963: For Eyes Only
- 1967: Die gefrorenen Blitze
- 1970: Unterwegs zu Lenin
- 1971: Du und ich und Klein-Paris
- 1972: Jule – Julia – Juliane
- 1973: Der Staatsanwalt hat das Wort: … und wenn ich nein sage? (TV-Reihe)
- 1974: Der Leutnant vom Schwanenkietz (TV-Dreiteiler)
- 1974: Die Frauen der Wardins (TV-Dreiteiler)
- 1976: Die Bibliothekarin
- 1980: Seitensprung
- 1980: Dach überm Kopf
- 1980: Der Direktor (Fernsehfilm)
- 1981: Nie bist du da
- 1983: Polizeiruf 110 – Auskünfte in Blindenschrift (TV-Reihe)
- 1983–1989: Märkische Chronik (TV-Serie)
- 1984: Mit 40 hat man noch Träume
- 1984: Familie intakt (TV)
- 1985: Außenseiter (TV)
- 1986: Treffpunkt Flughafen (TV-Serie)
- 1987: Altes Herz geht auf die Reise (Fernsehfilm)
- 1987: Polizeiruf 110 – Die letzte Kundin (TV-Reihe)
- 1987: Polizeiruf 110 – Abschiedslied für Linda (TV-Reihe)
- 1988: Polizeiruf 110 – Der Mann im Baum (TV-Reihe)
- 1988: Felix und der Wolf
- 1988: Der Vogel
- 1988: Die verzauberten Brüder (Fernsehfilm)
- 1989: Polizeiruf 110 – Der Wahrheit verpflichtet
- 1990: Polizeiruf 110 – Der Tod des Pelikan
- 1990: Polizeiruf 110 – Warum ich …
- 1990: Heimsuchung (TV)
- 1992: Unser Lehrer Doktor Specht
- 1993: Grüß Gott, Genosse (TV)
- 1994: Hass im Kopf
- 1994: Liebling Kreuzberg – Ladendiebstahl lohnt sich
- 1994: Liebling Kreuzberg – Weiche Landung
- 1996: Alarm für Cobra 11 – Die Autobahnpolizei
- 1996: Polizeiruf 110 – Der Pferdemörder
- 1997: Ärzte – Vollnarkose
- 1999: Stubbe – Von Fall zu Fall – Kein Tod ist wie der andere
- 1999–2000: Die Rote Meile
- 1999: Die Rettungsflieger: Mit dem Rücken zur Wand
- 2002: Polizeiruf 110 – Wandas letzter Gang
- 2002: Die Cleveren: Die Göttin
- seit 2003: In aller Freundschaft (Fernsehserie, zwei Folgen)
- 2004: SOKO Leipzig: Notwehr
- 2006: Meine Tochter, mein Leben
- 2007: Liebe ist das schönste Geschenk
- 2007: Wie angelt man sich seine Chefin
- 2015: Block B – Unter Arrest

## Theater (Auswahl)
- 1991: Kater Lampe am Eduard-von-Winterstein-Theater in Annaberg-Buchholz
- 1992: Raub der Sabinerinnen am Eduard-von-Winterstein-Theater in Annaberg-Buchholz
- 1993: Bremer Freiheit am Eduard-von-Winterstein-Theater in Annaberg-Buchholz
- 2001: Weekend im Paradies an der Komödie Dresden
- 2002: Fisch zu Viert an der Komödie Dresden
- 2008: Pension Schöller an der Komödie am Kudamm Berlin[4]
- 2009: Arsen und Spitzenhäubchen an der Komödie Dresden
- 2009: Kater Lampe an der Komödie Dresden
- 2009: Die spanische Fliege an der Komödie Dresden
- 2009/2010: Kur in Marienbad am Hoftheater Dresden von Rolf Hoppe[5]

## Hörspiele
- 1969: Armin Müller: Gesichter – Regie: Wolfgang Brunecker (Hörspiel – Rundfunk der DDR)
- 1969: Karl-Heinrich Bonn/Maria Bonn: Die Reise nach K. – Regie: Wolfgang Brunecker (Hörspiel – Rundfunk der DDR)
- 1974: Helfried Schreiter: Immer wieder (Frau) – Regie: Werner Grunow (Hörspiel – Rundfunk der DDR)